# Doubravice, České Budějovice
Doubravice là một làng thuộc huyện České Budějovice, vùng Jihočeský, Cộng hòa Séc.